# (2919) Dali
(2919) Dali es un asteroide perteneciente al cinturón de asteroides, descubierto el 2 de marzo de 1981 por Schelte John Bus desde el Observatorio de Siding Spring, Nueva Gales del Sur, Australia.

## Designación y nombre
Designado provisionalmente como 1981 EX18. Fue nombrado Dali en honor al pintor español Salvador Dalí.